# Titti Qvarnström
Titti Qvarnström, född den 13 november 1979, är en svensk kock.
Titti Qvarnström är utbildad på Hotel- og Restaurantskolen København. Hon tilldelades utmärkelsen "Årets Rising Star" av White Guide 2010 och erhöll 2015, som första kvinna i Sverige, en stjärna i Guide Michelin.
År 2014 medverkade hon i TV-programmet Köksmästarna på Kanal 5.
Tillsammans med entreprenören Igi Vidal drev hon fram till 2017 restaurangen Bloom in the park med en stjärna i Guide Michelin.